# Amadou Méité
Pour les articles homonymes, voir Meité.
Amadou Meité, judoka français
Amadou Meité, né le 28 novembre 1949 et mort le 11 février 2014 à Abidjan, est un athlète ivoirien spécialiste du sprint (100 à 400 m). 

## Carrière sportive
Il participe aux Jeux olympiques en 1972 à Munich et en 1976 à Montréal, sans succès, puis remporte la médaille d'or sur 100 mètres lors des Jeux africains de 1978 à Alger. Il est également médaillé d'or du relais 4 × 100 mètres aux Championnats d'Afrique d'athlétisme 1979 à Dakar et aux Championnats d'Afrique d'athlétisme 1982 au Caire et médaillé de bronze de ce relais aux Jeux africains de 1973 à Lagos.
Il devient ensuite entraîneur d'athlètes à Abidjan.

## Palmarès
- Jeux africains 1973 à Lagos :
  -  Médaille de bronze sur 4 x 100 mètres.
- Championnats d'Afrique de l'Ouest 1977 à Lagos : 
  -  Médaille d'or sur 100 mètres.
  -  Médaille d'argent sur 200 mètres.
- Jeux africains 1978 à Alger :
  -  Médaille d'or sur 100 mètres.
- Championnats d'Afrique d'athlétisme 1979 à Dakar :
  -  Médaille d'or sur 4 × 100 mètres.
- Universiade d'été de 1979 à Mexico :
  -  Médaille d'argent sur 4 × 100 mètres.
- Championnats d'Afrique d'athlétisme 1982 au Caire :
  -  Médaille d'or sur 4 × 100 mètres.